# القصيبة (بودة)
القصيبة أو قصر القصيبة أو قصيبة سيدي سعيد هو أحد قصور بلدية بودة بدائرة أدرار التابعة لولاية أدرار بالجنوب الغربي الجزائري

## السكان
يسكن قصر القصيبة أولاد ملوك المرابطون وأصلهم من قبيلة أولاد سعيد القديمة، يتبع سكان هذا القصر الطريقة الكرزازية.

## النشاط الفلاحي
يعمل أغلب سكان قصر القصيبة  في الفلاحة التي يغلب عليها غرس النخيل ويستعمل السكان تقنية الفقارة لتوفير المياه للسقي، نجد بالقصيبة ثلاث فقارات هي:
| اسم الفقارة  | عدد الآبار |
| ------------ | ---------- |
| أحمد صغير    | 130        |
| حاج عمر صغير | 250        |
| سيدي سعيد    | ؟          |

## الأعلام
1. سيدي سعيد: أحد أولياء الله الصالحين، تقام له زيارة سنوية بقصر القصيبة.[2]
2. الحاج محمد ولد البشرى: أحد أعلام القصيبة نهاية القرن التاسع عشر.[1]